# فرزنده
فرزنده (کردی: Ferzende Begê Hesenî ترکی: Hasenanlı Ferzende Bey) سیاستمدار کرد ویکی از رهبران شورش ارارت می‌باشد.او در دوره امپراتوری عثمانی یکی از والیان موش بود بعد از فروپاشی امپراتوری عثمانی او تبدیل به یکی از رهبران قیام آرارات در فاصله سال‌های ۱۳۰۷ تا ۱۳۰۹ خورشیدی در شرق ترکیه شد.

## زندگی شخصی وسیاسی
فرزنده در سال ۱۸۸۹ از پدر مادری کرد به نام مادر آسیه و پدر سلیمان فرزند احمد در موش (شهری در ترکیه) و عشیره  حسنی ( حسنا ،هسنی ) چشم به جهان گشود.فرزندی داشت به نام افراسیاب . وی در شورش شیخ سعید پیران شرکت کردوبعد از شکست شورش شیخ سعید پیران به شورش ارارات پیوست و به مدت چهار سال در منطقه آرارات با ارتش ترکیه جنگید. وی پس از شکست شورش ارارات درسال۱۹۳۳ با ۱۵۰ مرد به ایران فرار کرد. بعد از ورود آنها به ایران درگیری مسلحانه بین نیروهای کرد و ارتش ایران در منطقه ماکو درگرفت. در این درگیری او دستگیر شد و اکثر شورشیان هم کشته شدن. فرزنده بعد از  زخمی شدن دستگیر و به زندان قصر فرستاده می‌شود و در سال ۱۹۳۳ با زهر اعدام می‌شود.خواننده معروف کورد شاکرو  به کرار  زندگی نامه و‌ شجاعت او را با صدایی بی نظیر بیان می کند  .